# 무르타자 라히모프

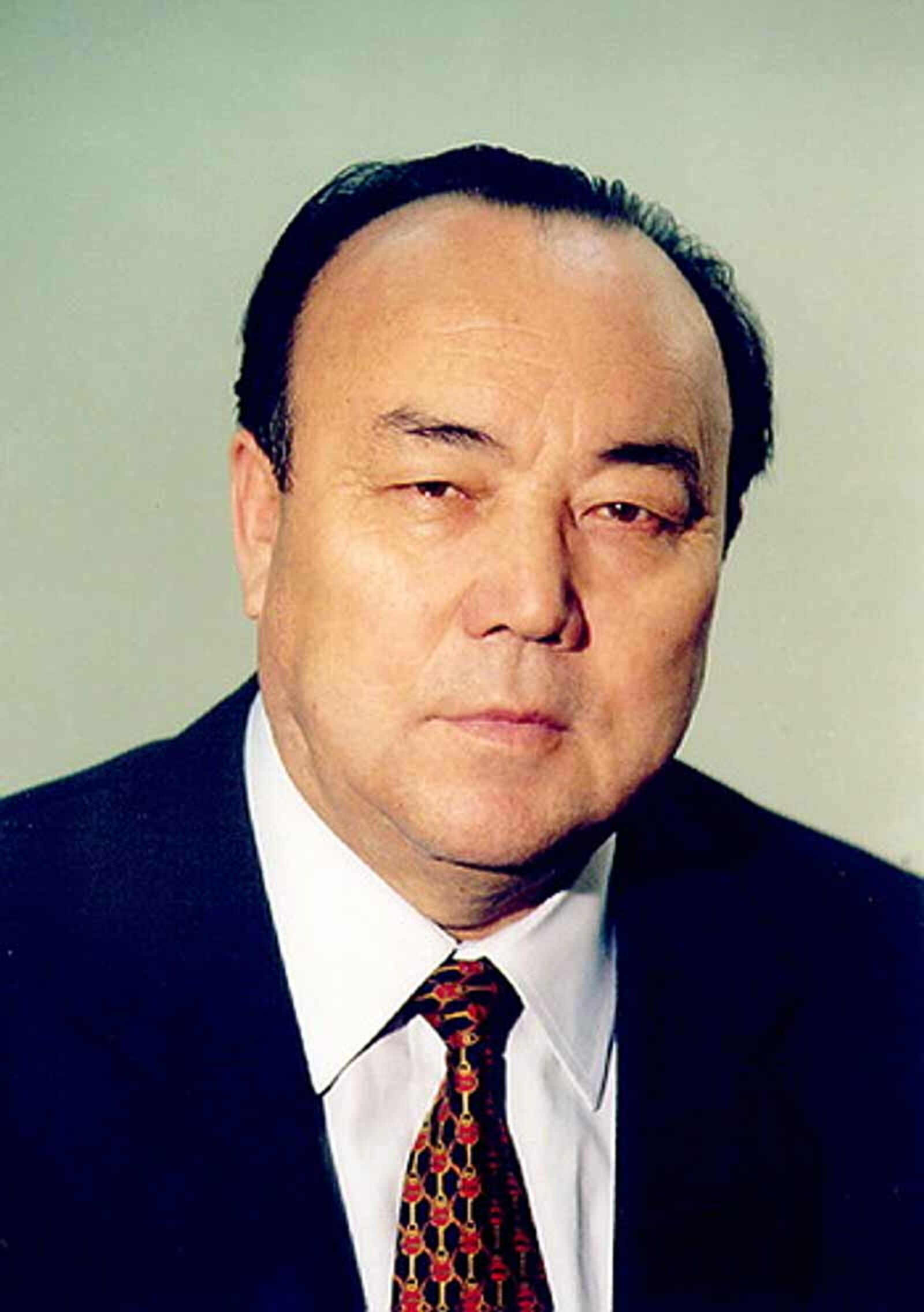
무르타자 라히모프 (2009년)

무르타자 구바이둘로비치 라히모프(러시아어: Муртаза́ Губайду́ллович Рахи́мов, 바시키르어: Мортаза Ғөбәйҙулла улы Рәхимов 모르타자 괴배이둘라울르 래히모프, 1934년 2월 7일 ~ 2023년 1월 11일)는 바시키르 공화국의 대통령이다. 1993년 12월 17일에 취임했다.